# 北海道新十津川農業高等学校
北海道新十津川農業高等学校（ほっかいどうしんとつかわのうぎょうこうとうがっこう、Hokkaido Shintotsukawa Aguricalture High School）は、北海道樺戸郡新十津川町に所在する道立農業高等学校。

## 概要
2020年7月現在、85名の生徒が在籍している。
インターンシップも数日間あり、卒業後の進路としては一般企業への就職が多い。
ただ、大学の農学部等へ進学する者もいる。
- 部活動
  - バドミントン部
  - 硬式テニス部
  - 卓球部
  - 茶道部
  - 美術同好会

## 沿革
- 1948年10月30日 - 北海道立滝川女子高等学校新十津川分校として、昼間定時制農業科1学級を設置認可。
- 1949年11月1日 - 夜間定時制普通科1学級を設置。
- 1952年
  - 4月1日 - 昼間定時制農業科を普通科へ改組。
  - 11月1日 - 北海道新十津川高等学校として独立。
- 1953年4月1日 - 夜間定時制1学級を昼間定時制へ改組。
- 1960年10月1日 - 独立校舎落成。
- 1963年12月1日 - 体育館落成。
- 1964年4月1日 - 昼間定時制生活科1学級を設置。
- 1964年11月1日 - 増築校舎落成。
- 1966年4月1日 - 昼間定時制普通科廃止、農業科1学級を設置。
- 1967年12月26日 - 農機具整備実習室落成。
- 1968年12月16日 - 畜産実習室（牛舎）落成。
- 1969年
  - 4月1日 - 北海道新十津川農業高等学校と改称。定時制農業科・生活科廃止、全日制農業科・生活科を各1学級設置。
  - 11月10日 - 堆肥舎落成。
- 1970年12月1日 - 畜産実習室（豚舎）落成。
- 1971年12月1日 - 旧新十津川中学校校舎へ移転。
- 1972年12月20日 - 理科室・食物実習室・被服実習室・家庭経営保育実習室落成。
- 1973年
  - 4月1日 - 道立へ移管される。
  - 6月30日 - 農業実習管理室・農具庫・農業土木実習室・搬送車車庫・材料庫・生徒作業準備室・実習宿泊室落成。
- 1978年9月10日 - 創立30周年記念式典挙行。
- 1979年11月13日 - 柔剣道場落成。
- 1981年4月1日 - 農業科・生活科各1学級を募集停止、農業・生活科1学級を設置。
- 1984年2月16日 - 校訓「不撓不屈」制定。
- 1990年11月26日 - バイテク設置導入。
- 1998年10月25日 - 創立50周年記念式典挙行。
- 2006年3月24日 - 新体育館・防災棟落成。
- 2022年6月 - 普通教室棟改築・実習棟長寿命化工事着工[1]。
- 2023年
  - 6月 - 新普通教室棟竣工予定[1]。
  - 12月 - 普通教室棟改築・実習棟長寿命化工事完工予定[1]。